# Väinjärve
Väinjärve es una localidad situada en el municipio de Järva, en el condado de Järva, Estonia. Tiene una población estimada, en 2021, de 55 habitantes.
Está ubicada al este del condado, cerca del nacimiento del río Pärnu y de la frontera con los condados de Harju y Lääne-Viru.